# Ilínskaia (Krasnodar)
|  | Per a altres significats, vegeu «Ilínskaia». |

Ilínskaia o Illínskaia - Ильинская (rus) - és una stanitsa del krai de Krasnodar, a Rússia. Es troba a la vora del riu Kalali, afluent del Iegorlik. És a 26 km al sud de Novopokróvskaia i a 155 km al nord-est de Krasnodar.